# Sex on Fire
Sex on Fire is de eerste single van het album Only By the Night, het vierde studioalbum van de Kings of Leon. Het was enige tijd de meest gedownloade single aller tijden in het Verenigd Koninkrijk. De single werd op 5 september 2008 in heel Europa uitgebracht, het nummer behaalde in Australië, Finland, Ierland en Groot-Brittannië de nummer 1-positie. Tot nu toe is het nummer Sex on fire 1.012.000 keer gedownload in de Verenigde Staten, en is de clip van het bijbehorende nummer al ruim 68 miljoen keer bekeken op YouTube.
In België behaalde het nummer een top 10-notering in de Ultratop 50, in diezelfde Ultratop 50 bleef het nummer 54 weken in de lijst staan en werd daarmee de langst blijvende single van dat jaar. In de Nederlandse Top 40 behaalde het de 29de plaats.

## Achtergrond
In een interview verkondigde Nathan Followill, dat eerst de muziek gecomponeerd werd, en bij het beginnen van het refrein (waarmee een hangend rifje wordt ingezet) een pakkende openingszin moest worden gevonden. Tijdens het oefenen in de studio kwam men op Set us on fire, maar toen een van de soundmixers binnen kwam, dacht hij Sex on fire te horen, de band vond dit wel grappig en besloot het zo in hun nummer te houden.
Andere titels die voor het nummer geprobeerd zijn, waren o.a. Socks on fire en Snatch on fire.

### Videoclip
De clip werd geregisseerd door Sophie Muller.
De video speelt zich af in een oude loods, waar de zanger Caleb uit een soort van hallucinatie wakker wordt en wild om zich heen begint te kijken. De beelden worden afgewisseld met de band spelend in de loods op hun instrumenten.

## Hitnotering
| "Sex on Fire" in de Nederlandse Top 40 - binnen 04-10-2008 | "Sex on Fire" in de Nederlandse Top 40 - binnen 04-10-2008 | "Sex on Fire" in de Nederlandse Top 40 - binnen 04-10-2008 | "Sex on Fire" in de Nederlandse Top 40 - binnen 04-10-2008 | "Sex on Fire" in de Nederlandse Top 40 - binnen 04-10-2008 | "Sex on Fire" in de Nederlandse Top 40 - binnen 04-10-2008 | "Sex on Fire" in de Nederlandse Top 40 - binnen 04-10-2008 |
| Week                                                       | 1                                                          | 2                                                          | 3                                                          | 4                                                          | 5                                                          |                                                            |
| ---------------------------------------------------------- | ---------------------------------------------------------- | ---------------------------------------------------------- | ---------------------------------------------------------- | ---------------------------------------------------------- | ---------------------------------------------------------- | ---------------------------------------------------------- |
| Nummer                                                     | 32                                                         | 30                                                         | 30                                                         | 29                                                         | 40                                                         | uit                                                        |

#### NPO Radio 2 Top 2000
| Nummer met noteringen in de NPO Radio 2 Top 2000 | '10 | '11 | '12 | '13 | '14 | '15 | '16 | '17 | '18 | '19 | '20 | '21 | '22 | '23 | '24 |
| ------------------------------------------------ | --- | --- | --- | --- | --- | --- | --- | --- | --- | --- | --- | --- | --- | --- | --- |
| Sex on Fire                                      | 966 | 122 | 122 | 98  | 139 | 150 | 166 | 218 | 277 | 326 | 307 | 271 | 386 | 497 | 613 |

1. ↑  Een vetgedrukt getal geeft de hoogste notering aan.
2. ↑  2010 was het eerste jaar met een notering voor dit nummer.